# Boston Manor
Boston Manor — британская рок-группа, образованная в 2013 году в городе Блэкпул, графство Ланкашир.

## Краткая история
В 2013 году группа Boston Manor выпустила свой первый мини-альбом под названием Here/Now. 13 октября 2014 года вышел следующий мини-альбом Driftwood. В 2015 году группа подписала контракт с лейблом Pure Noise Records, на котором также записывались такие рок-группы, как First Blood, Hawthorne Heights, Less Than Jake, Senses Fail и другие. 20 ноября того же года Boston Manor выпустили третий по счету альбом Saudade. 30 сентября 2016 года группа выпускает первый полноформатный альбом Be Nothing. Первый сингл с альбома называется Laika в честь советской собаки Лайки — первого животного, выведенного на орбиту Земли. На песни Laika и Lead Feet были сняты клипы. В 2017 году группа записала кавер на песню Twenty One Pilots Heathens, который вошел в сборник Punk Goes Pop 7. 7 сентября 2018 года вышел второй альбом Welcome to the Neighbourhood. Перед этим, летом 2018 года были представлены два клипа на синглы Halo и Bad Machine с будущего альбома. Группа номинировалась на премию Kerrang! Awards как британское открытие года. В 2019 году Welcome To The Neighbourhood стал номинантом премии Heavy Music Awards как лучшая обложка альбома. 1 мая 2020 года вышел новый альбом под названием Glue, занявший первое место в чарте The Official Charts Company.
29 октября 2021 года вышел мини-альбом «Desperate Times Desperate Pleasures».

## Состав группы
- Генри Кокс — вокал (с 2013)
- Аш Вилсон — ритм-гитара, бэк-вокал (с 2013)
- Майк Каннифф — ведущая гитара (с 2013)
- Дэн Каннифф — бас-гитара, бэк-вокал (с 2013)
- Джордан Пью — барабаны (с 2013)

## Студийные альбомы
| Название                     | Информация об альбоме                                                                                | Позиция в чартах |
| Название                     | Информация об альбоме                                                                                | UK               |
| ---------------------------- | --- | ---------------- |
| Be Nothing                   | - Дата выпуска: 30 сентября 2016 года - Лейбл: Pure Noise Records - Формат: CD, digital download, LP | (-)              |
| Welcome to the Neighbourhood | - Дата выпуска: 7 сентября 2018 года - Лейбл: Pure Noise Records - Формат: CD, DL, LP                | 80               |
| Glue                         | - Дата выпуска: 1 мая 2020 года - Лейбл: Pure Noise Records - Формат: CD, DL, LP                     | (-)              |
| Datura                       | - Дата выпуска: 14 октября 2022 года - Лейбл: SharpTone Records - Формат: CD, DL, LP                 |                  |
| Sundiver                     | - Дата выпуска: 6 сентября 2024 года - Лейбл: SharpTone Records - Формат: CD, DL, LP                 |                  |

## Мини-альбомы
| Название                            | Информация об альбоме                                                                            |
| ----------------------------------- | ------------------------------------------------------------------------------------------------ |
| Here/Now                            | - Дата выпуска: 27 июля 2013 года - Лейбл: Never Mend Records - Формат: DL                       |
| Driftwood                           | - Дата выпуска: 13 October 2014 года - Лейбл: Failure By Design Records - Формат: DL             |
| Saudade                             | - Дата выпуска: 20 ноября 2015 года - Лейбл: Pure Noise Records - Формат: CD, DL                 |
| England’s Dreaming (Acoustic)       | - Дата выпуска: 19 августа 2019 года - Лейбл: Pure Noise Records - Формат: Потоковое мультимедиа |
| Desperate Times Desperate Pleasures | - Дата выпуска: 29 октября 2021 года - Лейбл: SharpTone Records - Формат: Потоковое мультимедиа  |

## Сплиты
| Название                      | Информация об альбоме                                                                  |
| ----------------------------- | -------------------------------------------------------------------------------------- |
| Boston Manor / Throwing Stuff | - Дата выпуска: 31 марта 2014 года - Лейбл: Aaahh!!! Real Records - Формат: CD, DL, LP |

## Синглы
| Название                      | Год  | Альбом                        |
| ----------------------------- | ---- | ----------------------------- |
| Trapped Nerve                 | 2015 | Saudade                       |
| Gone                          | 2016 | Saudade                       |
| Laika                         | 2016 | Be Nothing                    |
| Lead Feet                     | 2016 | Be Nothing                    |
| Cu                            | 2017 | Be Nothing                    |
| Drowned In Gold               | 2017 |                               |
| Halo                          | 2018 | Welcome to the Neighbourhood  |
| Bad Machine                   | 2018 | Welcome to the Neighbourhood  |
| England’s Dreaming            | 2018 | Welcome to the Neighbourhood  |
| Liquid (ft. John Floreani)    | 2019 | England’s Dreaming (Acoustic) |
| England’s Dreaming (Acoustic) | 2019 | England’s Dreaming (Acoustic) |
| Everything Is Ordinary        | 2020 | Glue                          |
| Algorithm                     | 2022 |                               |
| Foxglove                      | 2022 |                               |
| Passenger‍                     | 2022 |                               |
| Inertia                       | 2022 |                               |

### Другие синглы
| Название                           | Год  | Альбом               |
| ---------------------------------- | ---- | -------------------- |
| Heathens (Twenty One Pilots cover) | 2017 | Punk Goes Pop Vol. 7 |

## Музыкальные видео
| Название                   | Год  | Альбом                        | Режиссёр    |
| -------------------------- | ---- | ----------------------------- | ----------- |
| Trapped Nerve              | 2015 | Saudade                       | Крис Портер |
| Gone                       | 2016 | Saudade                       | Неизвестно  |
| Laika                      | 2016 | Be Nothing                    | Неизвестно  |
| Lead Feet                  | 2016 | Be Nothing                    | Неизвестно  |
| Cu                         | 2017 | Be Nothing                    | Неизвестно  |
| Drowned In Gold            | 2017 |                               | Неизвестно  |
| Halo                       | 2018 | Welcome to the Neighbourhood  | Неизвестно  |
| Bad Machine                | 2018 | Welcome to the Neighbourhood  | Генри Кокс  |
| Liquid (ft. John Floreani) | 2019 | England’s Dreaming (Acoustic) | POLYGON     |
| Everything Is Ordinary     | 2020 | Glue                          | Неизвестно  |